# Quang học phi tuyến

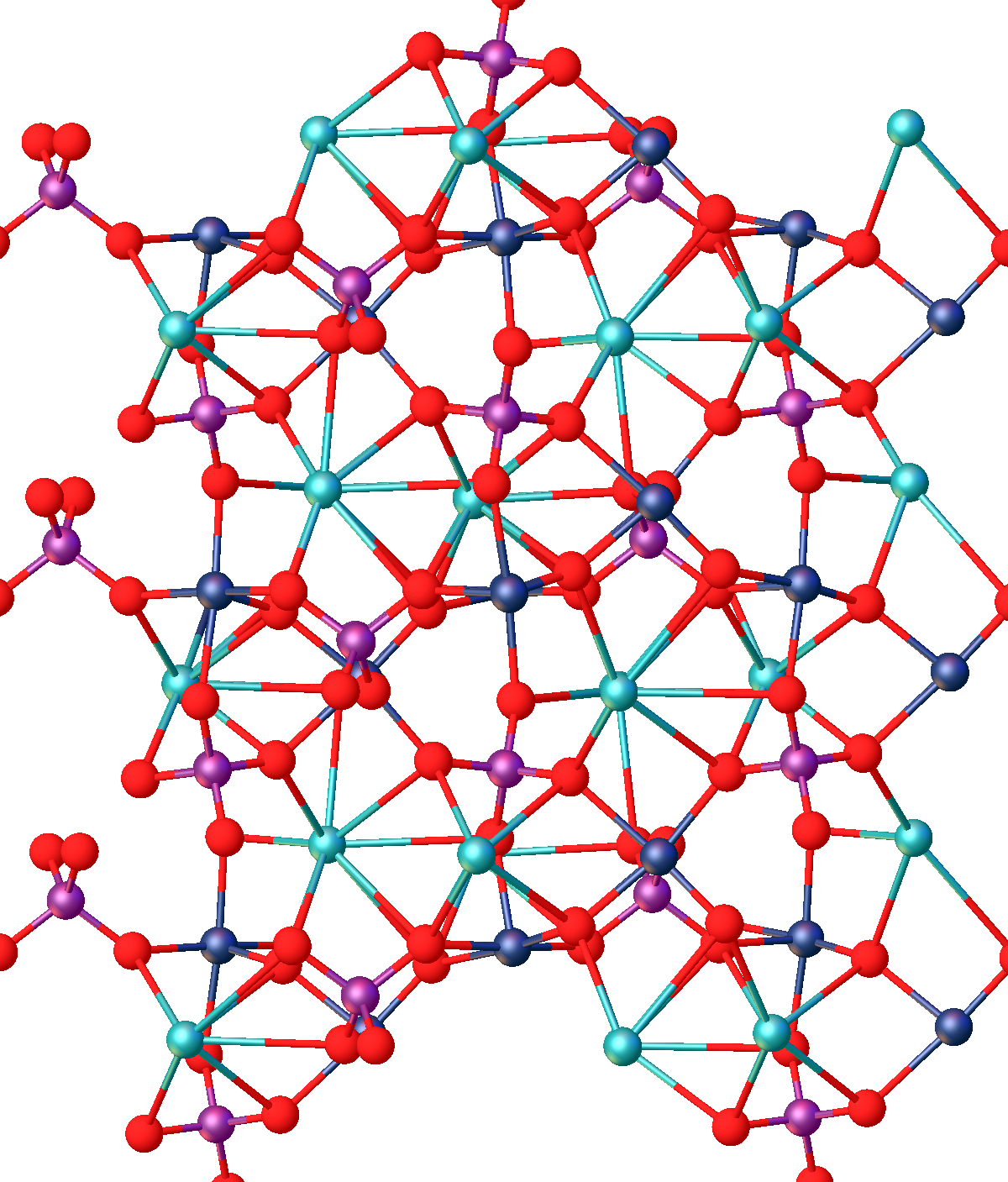
Cấu trúc của tinh thể KTP, nhìn từ trục b xuống, được sử dụng trong thế hệ sóng hài thứ hai.

Quang học phi tuyến (NLO) là nhánh quang học mô tả hành vi của ánh sáng trong môi trường phi tuyến, nghĩa là môi trường trong đó mật độ phân cực P phản ứng phi tuyến tính với điện trường E của ánh sáng. Sự phi tuyến tính thường chỉ được quan sát ở cường độ ánh sáng rất cao (giá trị của điện trường nguyên tử, thường là 108 V/m), chẳng hạn như khi tia laser được phóng ra. Trên giới hạn Schwinger, chân không dự kiến sẽ trở thành phi tuyến. Trong quang học phi tuyến, nguyên tắc chồng chập không còn đúng nữa.

## Lịch sử
Hiệu ứng quang học phi tuyến đầu tiên được dự đoán là sự hấp thụ hai photon, bởi Maria Goeppert Mayer với bằng tiến sĩ của bà năm 1931, nhưng nó vẫn là một sự tò mò về lý thuyết chưa được khám phá cho đến năm 1961 và sự quan sát gần như đồng thời về sự hấp thụ hai photon tại Bell Labs  và khám phá thế hệ hài hòa thứ hai của Peter Franken et al. tại Đại học Michigan, cả hai ngay sau khi xây dựng máy laser đầu tiên của Theodore Maiman. Tuy nhiên, một số hiệu ứng phi tuyến đã được phát hiện trước khi phát triển laser. Cơ sở lý thuyết cho nhiều quá trình phi tuyến được mô tả lần đầu tiên trong chuyên khảo "Quang học phi tuyến" của Bloembergen.

## Các quá trình quang học phi tuyến
Quang học phi tuyến giải thích đáp ứng phi tuyến của các thuộc tính như tần số, phân cực, pha hoặc đường đi của ánh sáng tới. Những tương tác phi tuyến này làm phát sinh một loạt các hiện tượng quang học:

### Quá trình trộn tần số
- Thế hệ sóng hài thứ hai (SHG), hoặc nhân đôi tần số, tạo ra ánh sáng với tần số nhân đôi (một nửa bước sóng), hai photon bị phá hủy, tạo ra một photon đơn lẻ ở hai lần tần số.
- Thế hệ sóng hài bậc ba (THG), tạo ra ánh sáng với tần số gấp ba (một phần ba bước sóng), ba photon bị phá hủy, tạo ra một photon duy nhất với tần số gấp ba lần.
- Thế hệ sóng hài cao (HHG), thế hệ ánh sáng có tần số lớn hơn nhiều so với ban đầu (thường lớn hơn 100 đến 1000 lần).
- Tạo tần số tổng (SFG), tạo ra ánh sáng với tần số là tổng của hai tần số khác (SHG là trường hợp đặc biệt của điều này).
- Tạo tần số khác biệt (DFG), tạo ra ánh sáng với tần số là sự khác biệt giữa hai tần số khác.
- Khuếch đại tham số quang (OPA), khuếch đại đầu vào tín hiệu với sự hiện diện của sóng bơm tần số cao hơn, đồng thời tạo ra sóng idler (có thể được coi là DFG).
- Dao động tham số quang (OPO), tạo ra tín hiệu và sóng idler sử dụng bộ khuếch đại tham số trong bộ cộng hưởng (không có đầu vào tín hiệu).
- Tạo tham số quang (OPG), giống như dao động tham số nhưng không có bộ cộng hưởng, thay vào đó sử dụng mức tăng rất cao.
- Thế hệ nửa hài hòa, trường hợp đặc biệt của OPO hoặc OPG khi tín hiệu và bộ làm việc suy giảm trong một tần số duy nhất,
- Chuyển đổi xuống tham số tự phát (SPDC), sự khuếch đại của dao động chân không trong chế độ khuếch đại thấp.
- Chỉnh lưu quang học (OR), tạo ra điện trường bán tĩnh.
- Tương tác vật chất ánh sáng phi tuyến với các electron và plasma tự do.[8][9][10][11]